# Przychód (powiat gostyniński)
Przychód – wieś w Polsce położona w województwie mazowieckim, w powiecie gostynińskim, w gminie Szczawin Kościelny.
| SIMC    | Nazwa    | Rodzaj    |
| ------- | -------- | --------- |
| 0577981 | Kielnica | część wsi |

W latach 1975–1998 miejscowość należała administracyjnie do województwa płockiego.